# Pointe Plum
Pointe Plum är en udde i den västra delen av Saint-Martin, cirka 6,7 kilometer väster om huvudorten Marigot.